# Andrea Bender (Psychologin)
Andrea Bender (* 1968 in Freiburg im Breisgau) ist eine deutsche Psychologin mit Arbeitsschwerpunkten in der Kognitiven Psychologie, der Allgemeinen Psychologie und der anthropologischen Psychologie, die an der Universität Bergen in Norwegen forscht und lehrt.

## Lebenslauf und Arbeitsschwerpunkte
Andrea Bender studierte Anthropologie, Slawistik und Psychologie an der Albert-Ludwigs-Universität Freiburg und schloss dieses Studium 1995 mit dem Magister ab. Im Jahr 2000 promovierte sie ebendort in Kultureller Anthropologie. Die Habilitation erfolgte in Psychologie im Jahr 2008, ebenfalls an der Universität Freiburg. Von 2008 bis 2009 arbeitete sie als Dozentin am Institut für Ethnologie der Ruprecht-Karls-Universität Heidelberg. Von 2009 bis 2013 war Andrea Bender Heisenberg-Stipendiatin der Deutschen Forschungsgemeinschaft (DFG), wieder an der Abteilung für Psychologie der Universität Freiburg. Seit 2013 ist sie Professorin an der Universität Bergen in Norwegen und ist dort Mitglied im Labor für die Untersuchung von Entscheidungen, Intuition, Bewusstsein und Emotion sowie im Centre for Early Sapiens Behaviour (SapienCE), einem über mehrere Universitäten verteilten Zentrum zur Erforschung des Verhaltens des frühen Homo Sapiens. In letzterem ist sie für die Arbeitsgruppe The Symbolic Mind, Cognition, and Social Organisation verantwortlich. Im Jahr 2020 erhielt sie mit Francesco d’Errico (Universität Bordeaux), Russell D. Gray (MPI für Evolutionäre Anthropologie, Leipzig) und Rafael Núñez (University of California, San Diego) einen Synergy Grant des Europäischen Forschungsrats zur Erforschung der Evolution kognitiver Werkzeuge zur Quantifizierung.
Andrea Benders Arbeitsschwerpunkte lagen zunächst in der Kulturanthropologie, verschoben sich aber später auf die Kognitionswissenschaft bzw. Psychologie, in die sie anthropologische Überlegungen und Methoden einbezieht. Sie interessiert sich besonders für das Wechselverhältnis zwischen Kognition, Sprache und Kultur und deren gemeinsame Entwicklung und hat hierzu wichtige Beiträge geleistet. Zu ihren wichtigsten Forschungsthemen gehören die Repräsentation von Zeit, Raum und Zahl und die kausale Kognition. Ihre Arbeit umfasst dabei sowohl Begriffe/Konzepte und deren System als auch kognitive Prozesse. Anders als in der klassischen Psychologie des Denkens bezieht sie Wechselwirkungen mit Kultur und Sprache stets in ihre Forschung mit ein.
Andrea Benders Forschungsschwerpunkte sind
- numerisches Denken, Zahlsysteme und Kultur, auch als ein Beispiel sowohl für die Verzahnung von Kultur, Sprache und Kognition als auch für verteilte Kognition und verkörperte Kognition
- zeitliche und sprachliche Referenzrahmen, wobei Perspektivenübernahme und der Einfluss räumlicher Bezugsrahmen auf zeitliche Repräsentationen im Vordergrund stehen
- kausales Denken, Sprache und Kultur einschließlich der Frage, ob kausales Denken universell über alle Kulturen verbreitet ist und wie es von Sprache abhängt
- grammatisches Genus, wobei hier insbesondere untersucht wird, ob das grammatische Genus sich auf die Repräsentation der entsprechenden Objekte auswirkt
- das Verhältnis von Anthropologie und Kognitionswissenschaft mit einem Fokus auf ihren komplementären Perspektiven und der Stärkung der Anthropologie.

## Veröffentlichungen (Auswahl)
- A. Bender, L. M. Straffon, J. B. Gatewood, S. Beller: The dual role of culture for reconstructing early sapiens cognition. In: Psychological Review. Advance online publication, 2023.
- A. Bender: Toward greater integration: Fellows perspectives on cognitive science. In: Topics in Cognitive Science. Band 14, Nr. 1, 2022, S. 6–13.
- A. Bender: The role of culture and evolution for human cognition. In: Topics in Cognitive Science. Band 12, 2020, S. 1403–1420.
- A. Bender, S. Beller: Ways of counting in Micronesia. In: Historia Mathematica. Band 56, 2021, S. 40–72.
- A. Bender, S. Beller: The cultural fabric of human causal cognition. In: Perspectives on Psychological Science. Band 14, 2019, S. 922–940.
- A. Bender, S. Beller: The power of 2: How an apparently irregular numeration system facilitates mental arithmetic. In: Cognitive Science. Band 41, 2017, S. 158–187.
- A. Bender, S. Beller: Probing the cultural constitution of causal cognition—a research program. In: Frontiers in Psychology. Band 7, 2016, S. 245.
- A. Bender, S. Beller: The cultural fabric of human causal cognition. In: Perspectives on Psychological Science. Band 14, 2019, S. 922–940.
- A. Bender, S. Beller: Mangarevan invention of binary steps for easier calculation. In: Proceedings of the National Academy of Science of the United States of America. Band 111, Nr. 4, 2014, S. 1322–1327.
- A. Bender, S. Beller: Mapping spatial frames of reference onto time: A review of theoretical accounts and empirical findings. In: Cognition. Band 132, 2014, S. 342–382.
- A. Bender, S. Beller: Nature and culture of finger counting: Diversity and representational effects of an embodied cognitive tool. In: Cognition. Band 124 2012, S. 156–182.
- A. Bender, S. Beller, K. C. Klauer: Gender congruency from a neutral point of view: The roles of gender classes and gender-indicating articles. In: Journal of Experimental Psychology: Learning, Memory, and Cognition. Band 44, 2018, S. 1580–1608.
- A. Bender, S. Beller, K. C. Klauer: Lady Liberty and Godfather Death as candidates for linguistic relativity? Scrutinizing the gender congruency effect on personified allegories with explicit and implicit measures. In: The Quarterly Journal of Experimental Psychology. Band 69, 2016, S. 48–64.
- A. Bender, S. Beller, D. L. Medin: Causal cognition and culture. In: M. R. Waldmann (Hrsg.): The Oxford handbook of causal reasoning. Oxford University Press, New York 2017, S. 717–738.
- A. Bender, E. Hutchins, D. L. Medin: Anthropology in cognitive science. In: Topics in Cognitive Science. Band 2, 2010, S. 374–385.
- S. Beller, A. Bender: The limits of counting: Numerical cognition between evolution and culture. In: Science. Band 319, 2008, S. 213–215.
- S. Beller, A. Bender (Hrsg.): Exploring cognitive diversity: Anthropological perspectives on cognition. In: Topics in Cognitive Science. Band 7, Nr. 4, 2015.
- S. Beller, A. Bender, D. L. Medin: Should anthropology be part of cognitive science? In: Topics in Cognitive Science. Band 4, Nr. 3, 2012, S. 342–353.
- S. Beller, K. F. Brattebrø, K. O. Lavik, R. D. Reigstad, A. Bender: Culture or language: What drives effects of grammatical gender? In: Cognitive Linguistics. Band 26, 2015, S. 331–359.
- S. Beller, H. Singmann, L. Hüther, A. Bender: Turn around to have a look? Spatial referencing in dorsal vs. frontal settings in cross–linguistic comparison. In: Frontiers in Psychology. Band 6, 1283, 2015, S. 1–17.
- F. Wilke, A. Bender, S. Beller: Flexibility in adopting relative frames of reference in dorsal and lateral settings. In: Quarterly Journal of Experimental Psychology. Band 72, 2019, S. 2393–2407.

## Auszeichnungen
Neben den Synergy Grant des Europäischen Forschungsrats von 2020 ist Andrea Bender seit 2018 Fellow der Cognitive Science Society und war 2011 bis 2015 in deren Vorstand. Bereits 2010 wurde sie in die AcademiaNet, eine Datenbank exzellenter Wissenschaftlerinnen, aufgenommen. Sie ist Mitglied der Academia Europaea.